# Trimurti-Tempel (Mamallapuram)

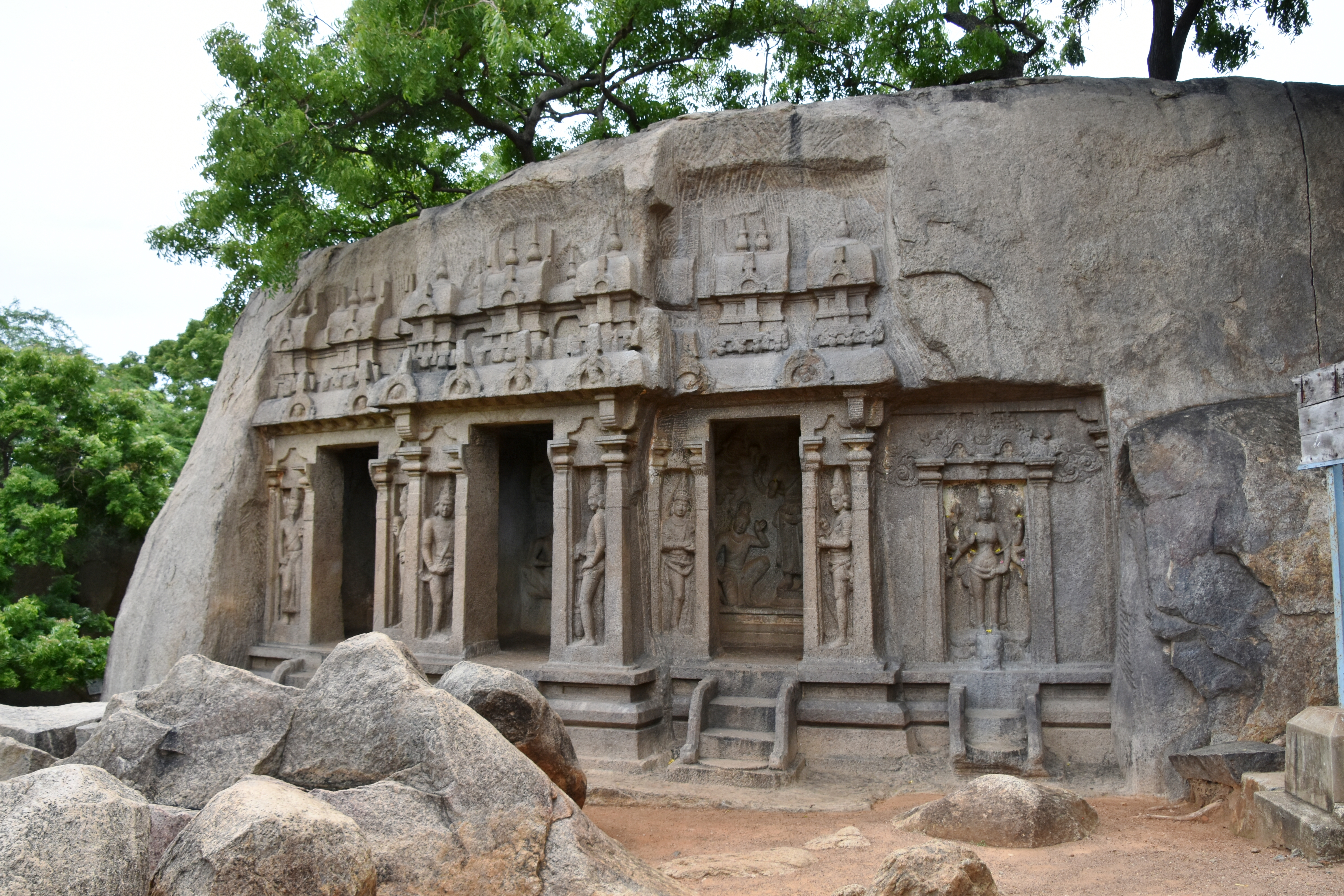
Trimurti-Tempel

Der Trimurti-Tempel ist ein hinduistischer Felsentempel bei der südindischen Küstenstadt Mamallapuram. Zusammen mit anderen Bauten in der Umgebung der Stadt gehört er seit 1984 zum UNESCO-Weltkulturerbe.

## Lage
Der Trimurti-Tempel ist Teil des Tempelbezirk von Mahabalipuram; er liegt in ca. 30 m Höhe in einer von Granitfelsen dominierten Umgebung. Er befindet sich in der Nähe der Felsformation „Krischnas Butterball“.

## Geschichte
Die Felsentempel von Mamallapuram entstanden im Auftrag der im 7./8. Jahrhundert über weite Teile Südindiens herrschenden Pallava-Dynastie. Sie werden generell dem 7. Jahrhundert zugeordnet, wobei davon ausgegangen wird, dass eine reichere skulpturale Bauzier gleichbedeutend mit einem späteren Entstehungsdatum ist. Der Trimurti-Tempel wäre somit in die zweite Hälfte des 7. Jahrhunderts zu datieren.

## Architektur

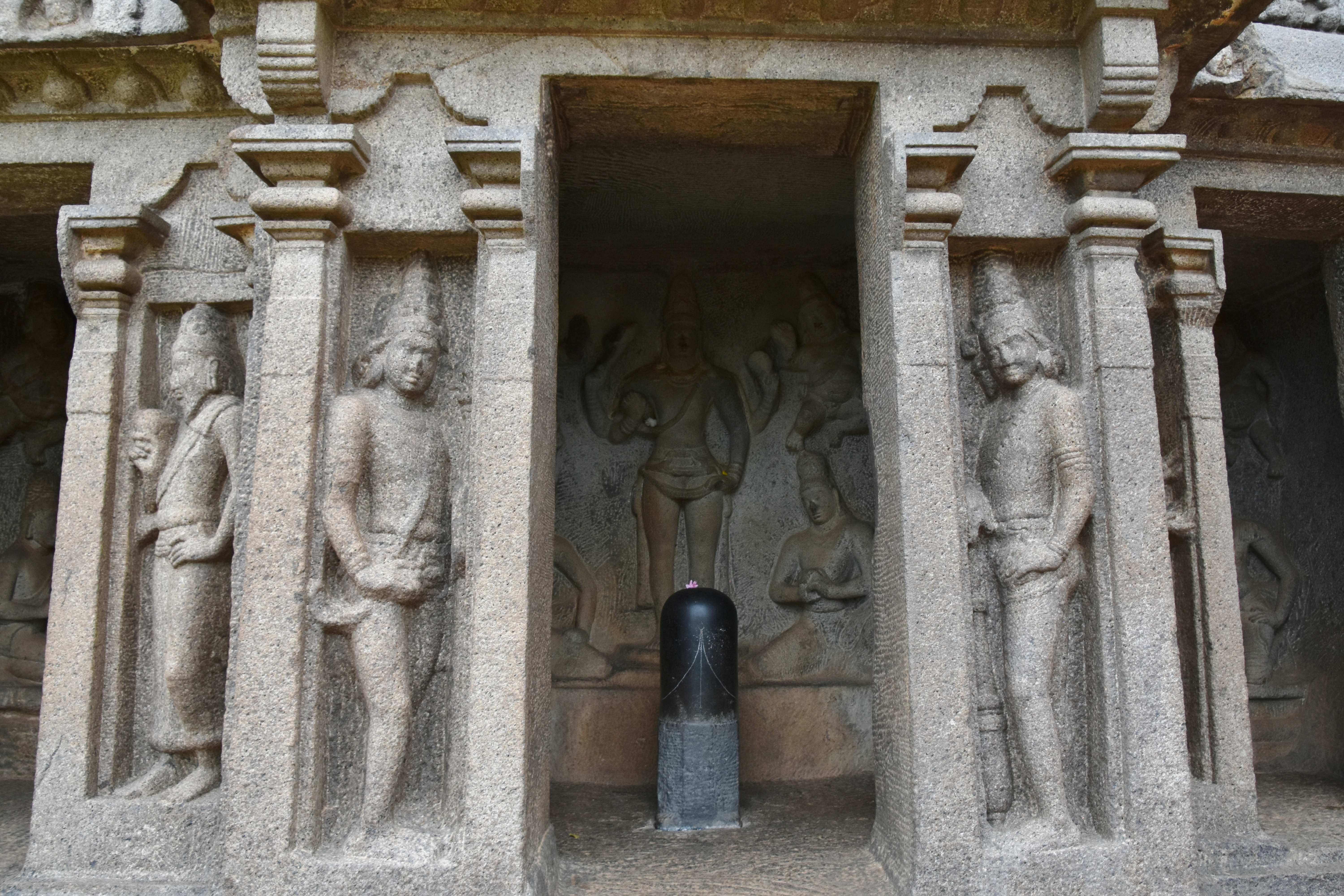
Trimurti-Tempel (Detail)

Der etwa 50 cm über dem Bodenniveau liegende Tempel wurde unter Zuhilfenahme von Stein- und Eisenwerkzeugen von Hand in eine Felswand hineingetrieben; dabei wurden auch die vorderen schrägen Teile der Felswand abgeschlagen. Eine dreigeteilte ca. 7,50 m breite Portalzone mit 
sechs Türwächtern (dvarapalas) ist die Hauptattraktion des ohne Vorhalle (mandapa) gestalteten Tempels, dessen Mittelteil leicht aus der Flucht hervortritt. Die zweigeteilte Dachebene enthält kudu-Scheinfenster; darüber befindet sich eine Reihe von kleinformatigen Scheintempeln.

## Skulptur
Die drei untereinander nicht verbundenen Räume enthalten Reliefs stehender männlicher Götter, die kaum voneinander unterschieden werden können und umgeben sind von knienden oder fliegenden Begleitpersonen. Sie werden gemeinhin als Trinität (Trimurti) der Götter Brahma, Shiva und Vishnu interpretiert, doch könnten sie auch als Wiederholungen (oder Aspekte) Shivas verstanden werden.

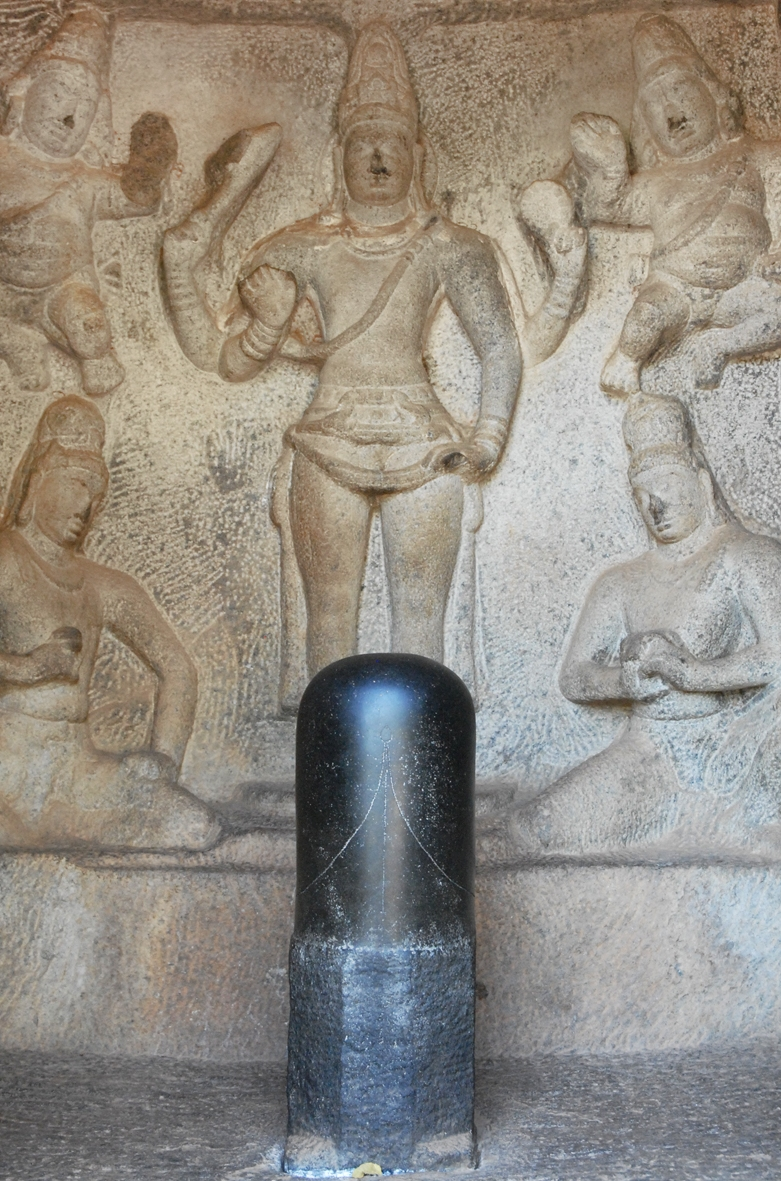
Shiva-Relief (Mitte)
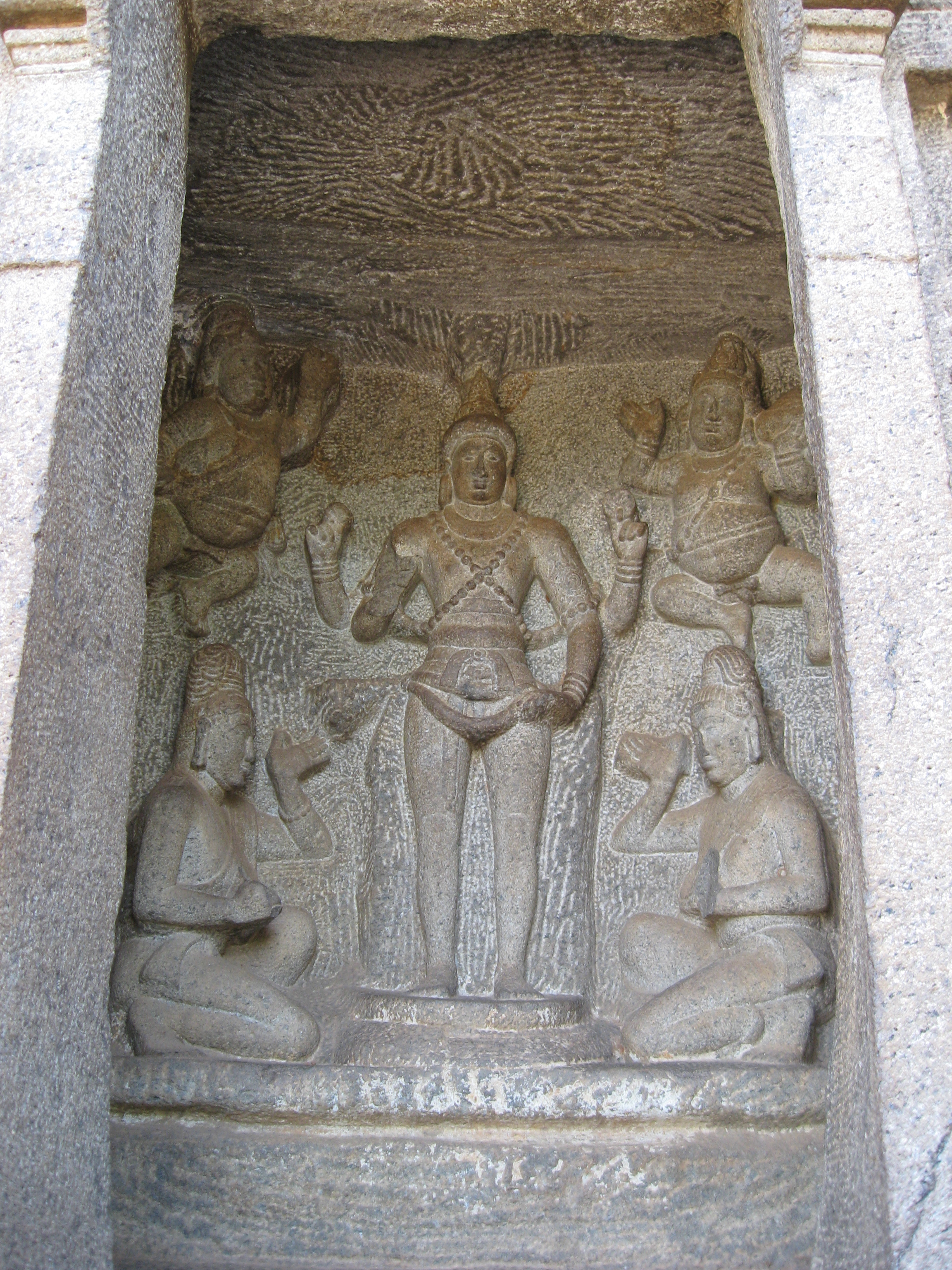
Relief (links)